# CIME
CIME, kurz für Compagnie Industrielle des Moteurs à Explosion, war ein französischer Hersteller von Automobilen und Motoren.

## Unternehmensgeschichte
Das Unternehmen aus Fraisses begann in den 1920er Jahren mit der Produktion von Motoren, die an zahlreiche andere Automobilhersteller verkauft wurden. Der Markenname lautete CIME. 1929 entstanden auch Automobile. Insgesamt entstanden etwa 20 Fahrzeuge. Es ist nicht bekannt, wann das Unternehmen aufgelöst wurde.

## Produkte

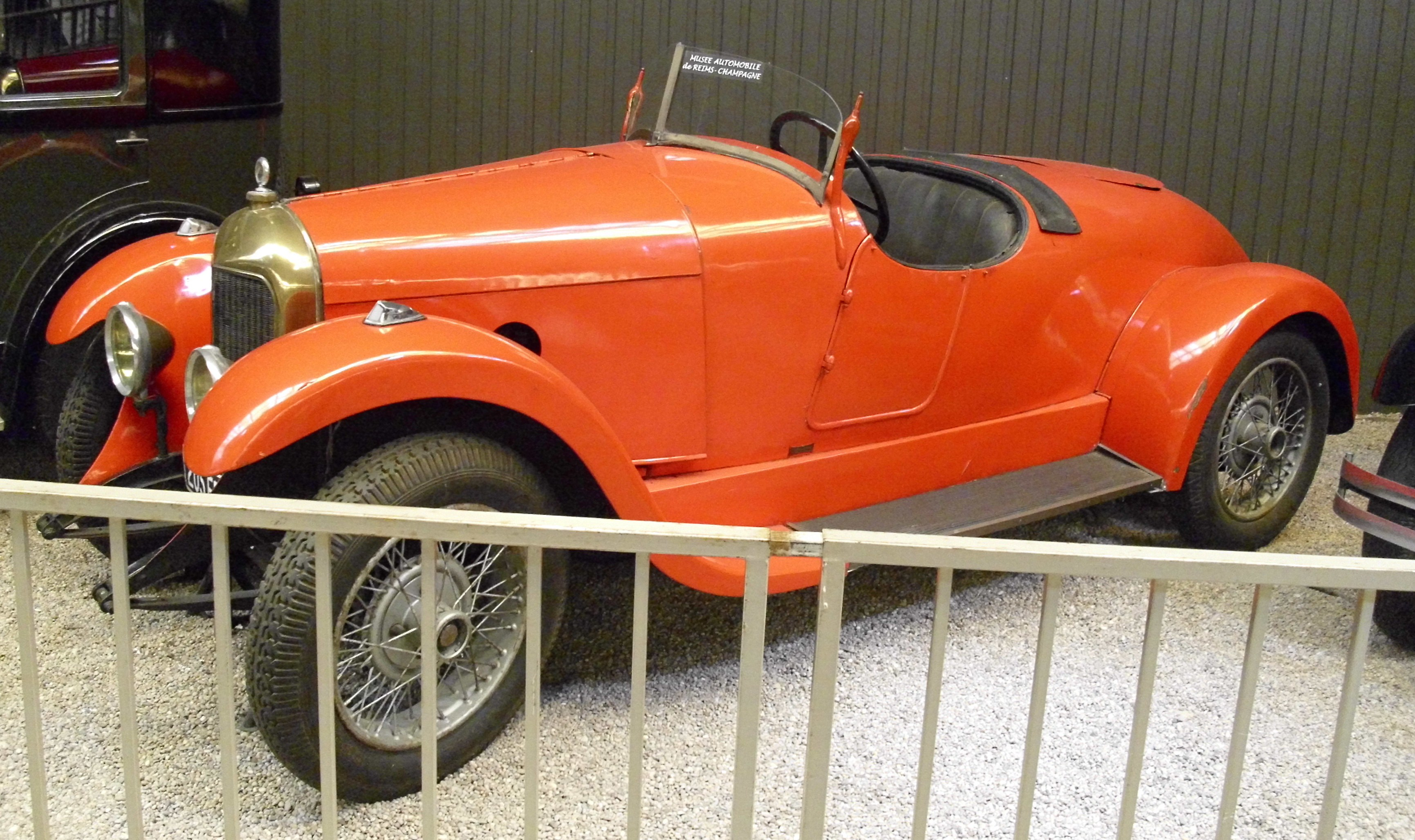
CIME A 2 von 1929

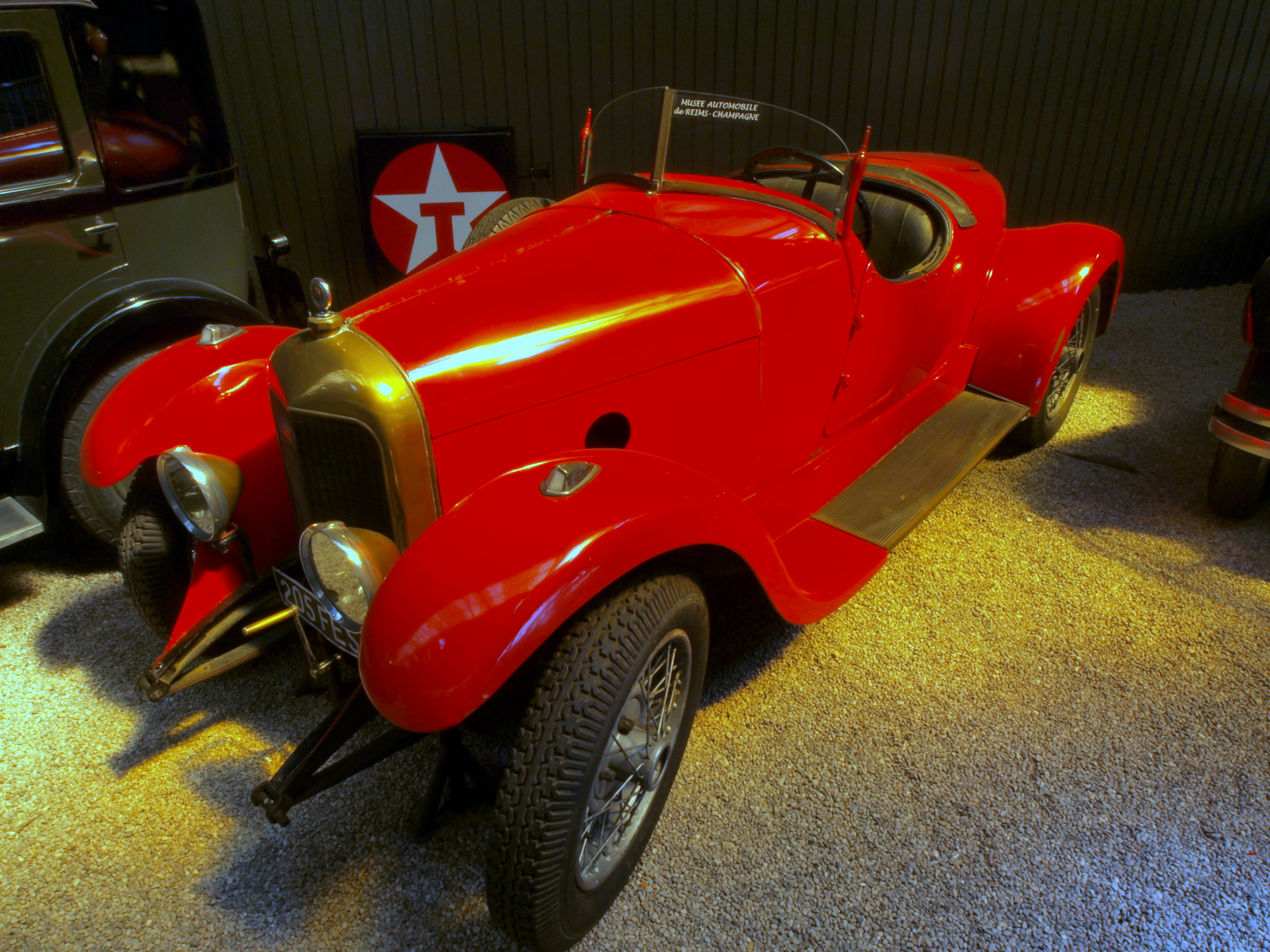
CIME A 2 von 1929

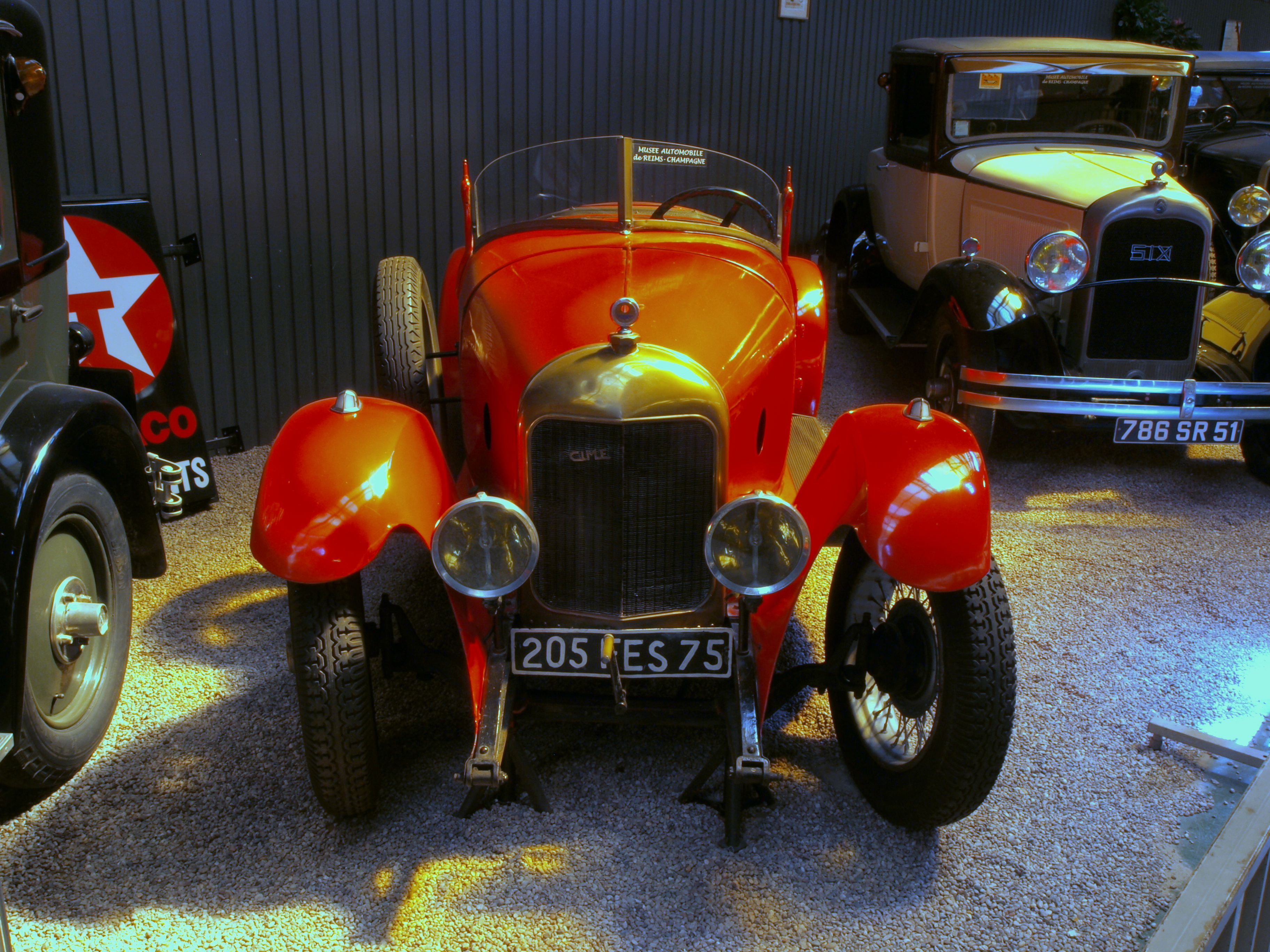
CIME A 2 von 1929

### Motoren
Das Unternehmen stellte Vier- und Sechszylindermotoren her. Abnehmer waren u. a. Able, ADK, Alphi, Antony, AS, AS, Bignan, Buc, Cottin & Desgouttes, De Cézac, Delfosse, Derby, DFP, Elgé, FD, GAR, Génestin, GM, Guilick, Harris-Léon Laisne, Hinstin, Jean Gras, Jouffret, Jousset, Lidköping, Madou, Marino, MASE, Messier, PM, Rally, SAS, Sigma, S.P.A.G., Tuar und Turcat-Méry.

### Fahrzeuge
Das einzige Modell war der A 2. Dies war ein kleiner Sportwagen. Für den Antrieb sorgte ein eigener Vierzylindermotor mit 1203 cm³ Hubraum.
Ein Fahrzeug dieses Herstellers ist im Automuseum in Reims ausgestellt.